# 경일중학교 (서울)
경일중학교(京一中學校)는 대한민국 서울특별시 성동구 성수동1가에 있는 공립 중학교이다.

## 학교 연혁
- 2003년 12월 30일 : 경일중학교 설립인가(공립, 성동구 성수일로 27)
- 2004년 2월 2일 : 초대 주남수 교장 취임
- 2004년 3월 2일 : 제1회 입학식 377명(12학급) 거행
- 2007년 2월 8일 : 제1회 졸업식(졸업생 359명)
- 2021년 9월 1일 : 제6대 임유원 교장 취임
- 2023년 1월 4일 : 제17회 졸업식 88명(4학급)
- 2023년 3월 2일 : 제20회 입학식 75명(4학급)

## 참고 자료
- 경일중학교 - 한국교육학술정보원 학교알리미